# Hyperpachylus
Hyperpachylus is een geslacht van hooiwagens uit de familie Gonyleptidae.
De wetenschappelijke naam Hyperpachylus is voor het eerst geldig gepubliceerd door Roewer in 1957. 

## Soorten
Hyperpachylus is monotypisch en omvat slechts de volgende soort:
- Hyperpachylus mirabilis